# Meterspår

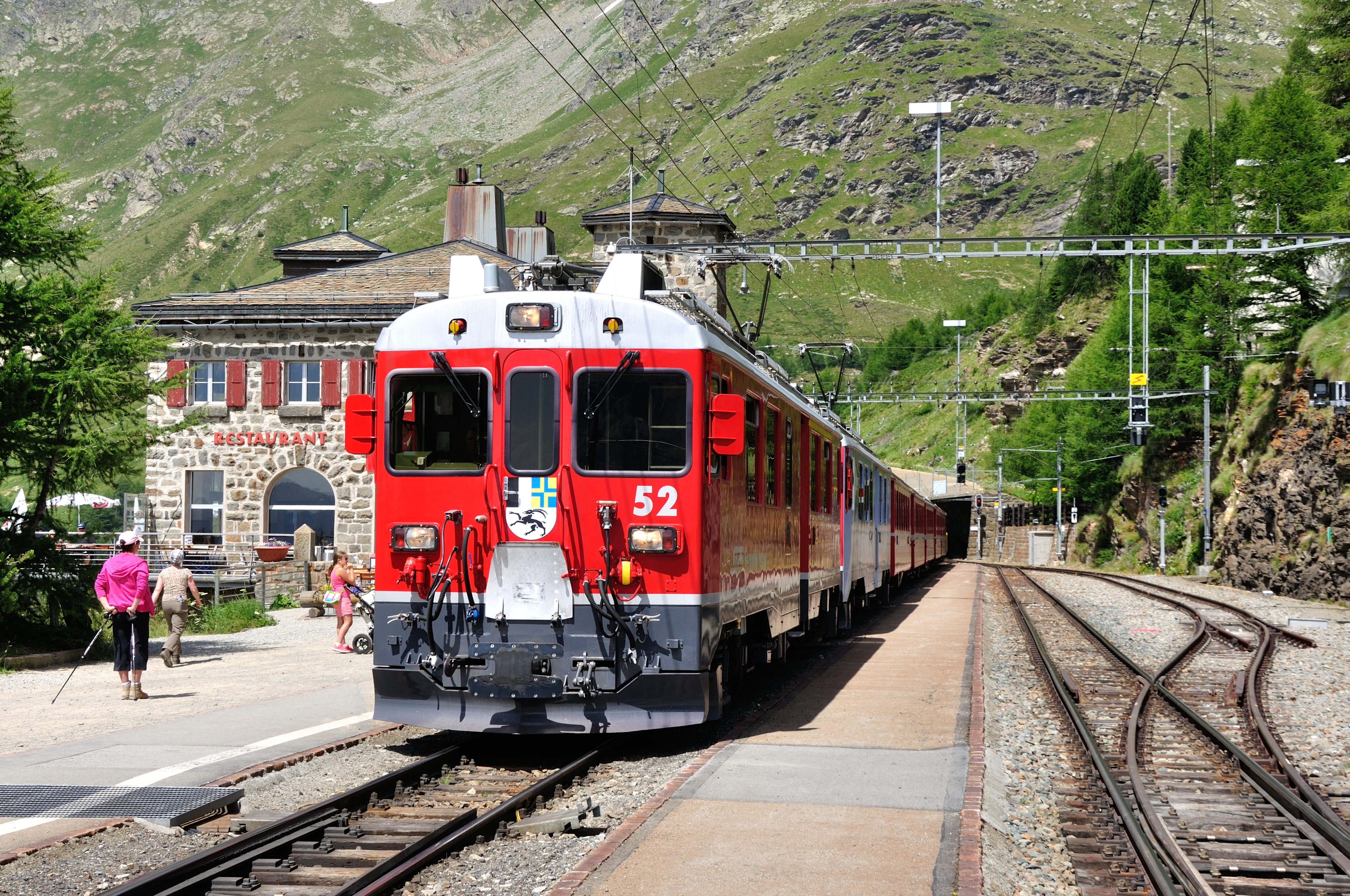
Tåg från Rhätische Bahn på stationen Alp Grüm på Berninabanan i Schweiz.

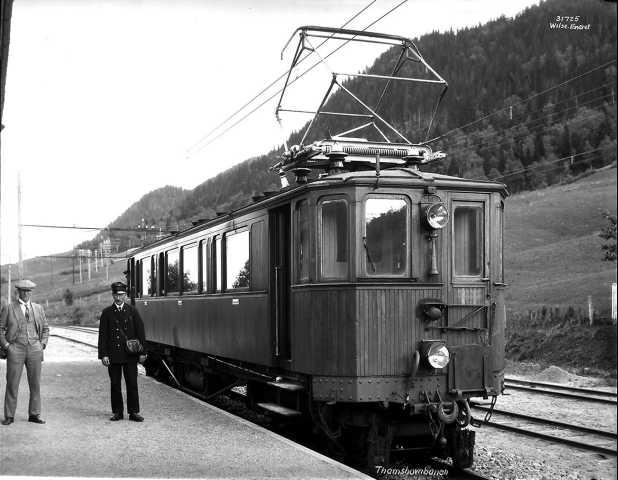
Motorvagn i trafik för Salvesen & Thams, på Orkanger stasjon vid Thamshavnsbanan i Orkdals kommun i Norge.

Meterspår är en smalspårig spårvidd för spårburen trafik med spårvidden 1 000 millimeter. Spårvidden har mest använts på europeiska järn- och spårvägsnät men förekommer även i Sydostasien, Latinamerika, och Afrika. I Indien fanns ett omfattande meterspårsnät, men detta har, förutom några enstaka bergs- och turistbanor, mellan 1991 och 2018 byggts om till bredspår i Project Unigauge(en).
I Europa är spårvidden vanlig hos spårvägar, däribland Zagrebs spårväg. Ett land med många meterspåriga banor, både järnväg och spårväg, är Schweiz.

## Meterspår i Norden

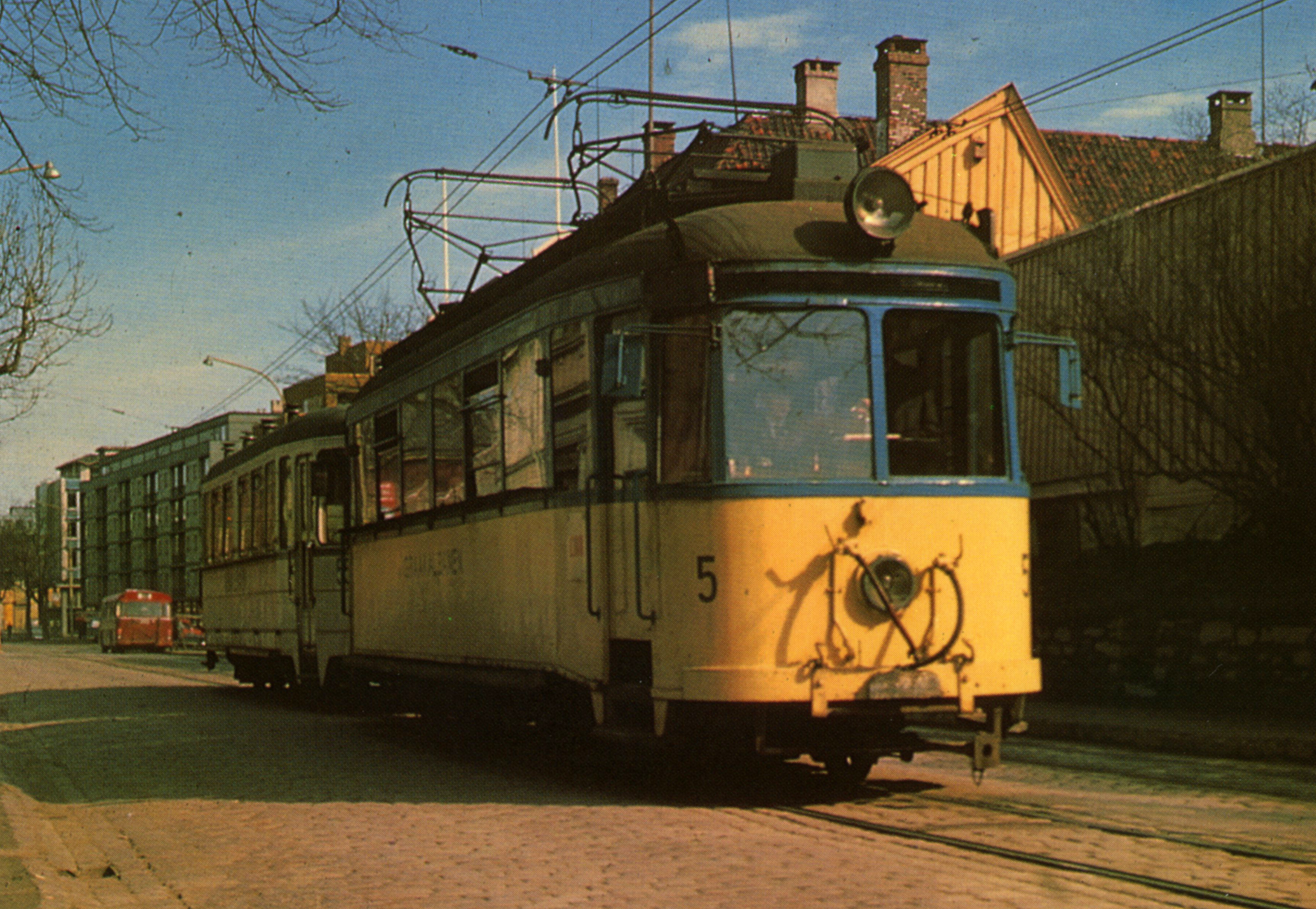
Spårvagn på Kongens gate i Trondheim 1966.

I Sverige finns ingen bana med meterspår kvar, förutom på Skansens bergbana i Stockholm. Spårvidden användes för de nedlagda stadsspårvägarna i Ulricehamn och Kiruna samt på hästspårvägen i Göteborg fram till 1902.
I Finland används meterspår hos Helsingfors spårväg. 
I Norge finns meterspår i spårvägen Gråkallbanen i Trondheim samt på museijärnvägen Thamshavnsbanan strax utanför Trondheim.
I Danmark har det tidigare funnits järnvägar med meterspår, bland annat järnvägarna på Bornholm och den numera normalspåriga Skagensbanen.

## Spår- och järnvägar med meterspår
Listan omfattar såväl banor i drift som nedlagda.

### Finland

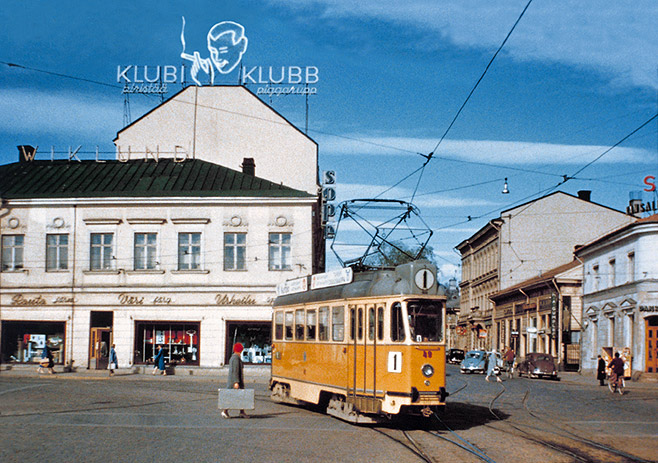
En Valmet RM 2 på Salutorget i Åbo 1959.

- Spårvägen i Helsingfors (i drift)
- Spårvägen i Viborg 1912-1957
- Åbo spårvägar (nedlagd)
- Virkby–Ojamo (nedlagd)
- Lojo-Lojo sjö (nedlagd)

### Sverige
- Skansens bergbana i Stockholm

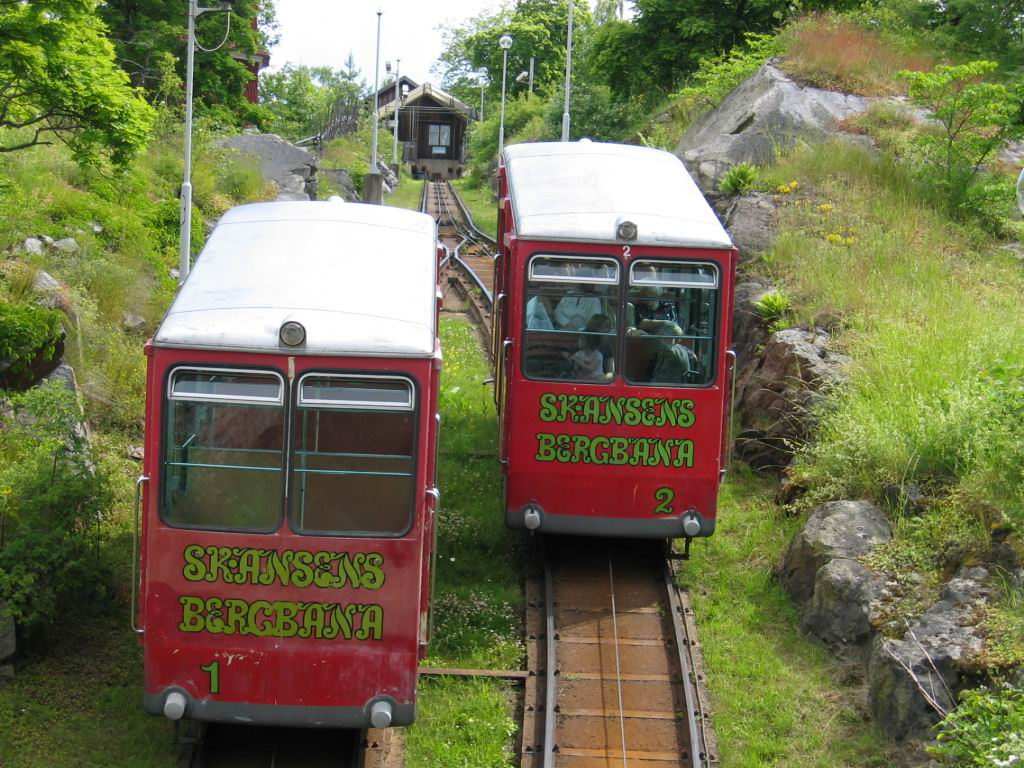
Skansens bergbana.

- Hästspårvägen i Göteborg, 1889–1902
- Spårvägen i Kiruna, 1907–1958
- Museispårvägen i Kiruna, 1984–1993
- Spårvägen i Ulricehamn, 1911 (ej tagen i drift, uppriven 1917)

### Norge
- Spårvägen i Trondheim (Gråkallbanen), 1901– (i drift)
- Thamshavnsbanan, Thamshavn–Løkken Verk (i drift som musiebana)
- Fløibanen upp på Fløyfjellet i Bergen (i drift)

### Danmark
- Sønderborg–Mommark (nedlagd)
- Skagensbanen, Frederikshavn–Skagen, 1890–1924
- Bryrup–Silkeborg, 1899–1929
- Horsens–Tørring, 1891–1929
- Järnvägar på Bornholm (nedlagda)

## Övriga Europa

### Belgien

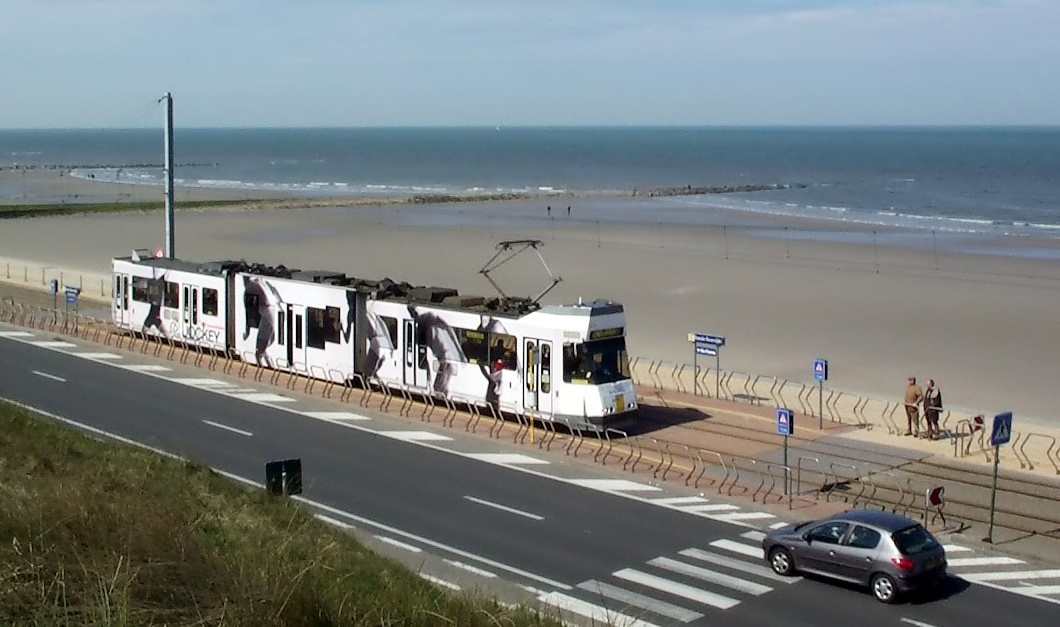
Kusttram nära Oostende i Belgien.

- Kusttram, De Panne–Oostende–Knokke

### Frankrike
- Chemin de Fer du Salève, 1893–1937, kuggstångsbana
- Saint-Gervais-les-Bains–Chamonix–Vallorcine
- Ligne de Cerdagne, Villefranche-de-Conflent–Latour-de-Carol
- Chemins de fer de la Corse
- Chemin de Fer de La Mure, La Mure–Saint-Georges-de-Commiers
- Chemin de fer du Montenvers, Chamonix–Montenvers, kuggstångsbana
- Chemins de Fer de Provence, Nice–Digne-les-Bains
- Tramway du Mont Blanc, Le Fayet–Saint-Gervais-les-Bains–Nid d’Aigle, kuggstångsbana

### Italien
- Ferrovia Trento-Malè, Trento–Malè
- Ferrovia Domodossola-Locarno, Locarno–Domodossola
- Tranvia di Opicina, Opicina, kuggstångsbana

### Kroatien

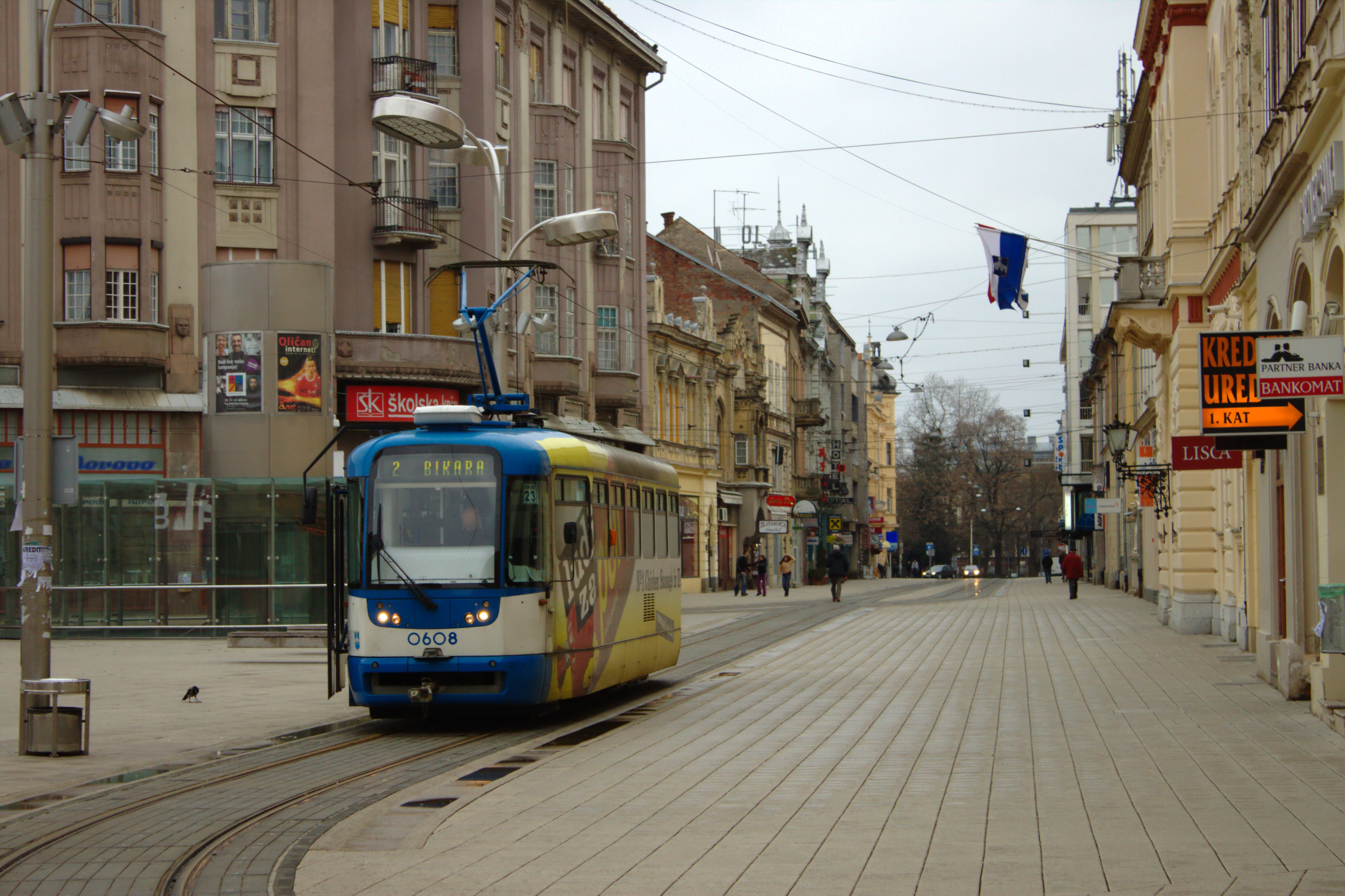
En Tatra T3 från Osijeks spårväg vid Ante Starčevićs torg i Osijek.

- Osijeks spårväg
- Zagrebs spårväg

### Schweiz
- Appenzeller Bahnen
- Brünigbahn, Luzern–Interlaken

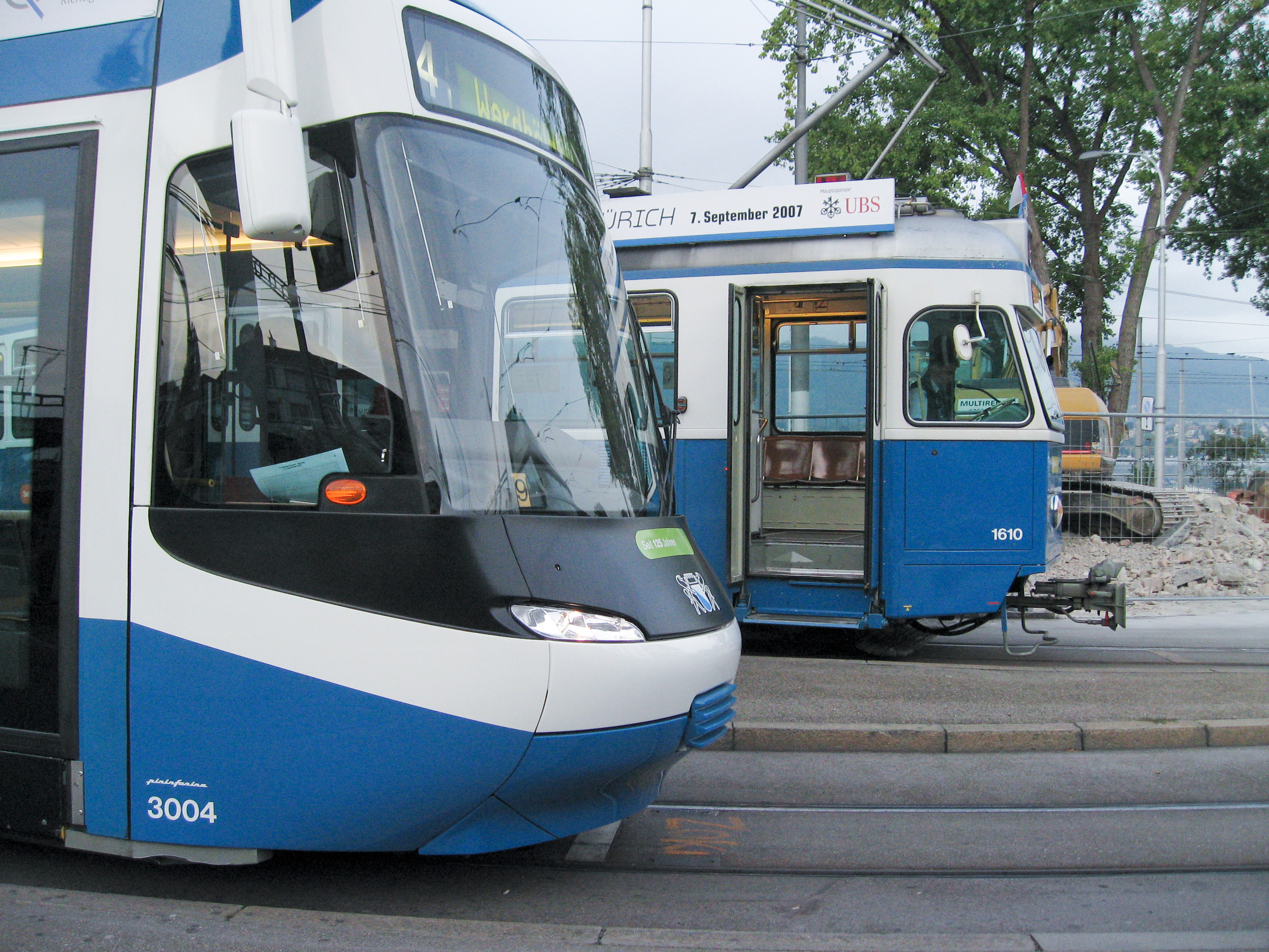
Spårvagnar i Zürich: en Bombardier Cobra och en Mirage.

- Chemin de fer Yverdon–Ste-Croix, Yverdon–Sainte-Croix
- Chemins de fer Electriques de la Gruyère, Châtel-St-Denis–Montbovon och Bulle–Broc
- Dolderbahn, Zürich–Dolder, kuggstångsbana
- Ferrovia Bellinzona-Mesocco, Bellinzona–Mesocco
- Ferrovia Biasca-Acquarossa, Biasca–Acquarossa
- Ferrovia Domodossola-Locarno, Locarno–Domodossola
- Forchbahn, Zürich–Esslingen
- Frauenfeld-Wil-Bahn, Frauenfeld–Wil
- Funicolare Locarno–Madonna del Sasso, Locarno–Madonna del Sasso
- Gelmerbahn, Handegg
- Gornergratbahn, Zermatt–Gornergrat, kuggstångsbana
- Jungfraubahn, Kleine Scheidegg–Jungfraujoch, kuggstångsbana
- Brig-Visp-Zermatt-Bahn, Brig–Visp–Zermatt
- Montreux-Berner Oberland-Bahn
- Rhätische Bahn
- Spårvägen i Basel
- Spårvägen i Bern
- Spårvägen i Genève
- Spårvägen i Zürich

### Spanien
- EuskoTren

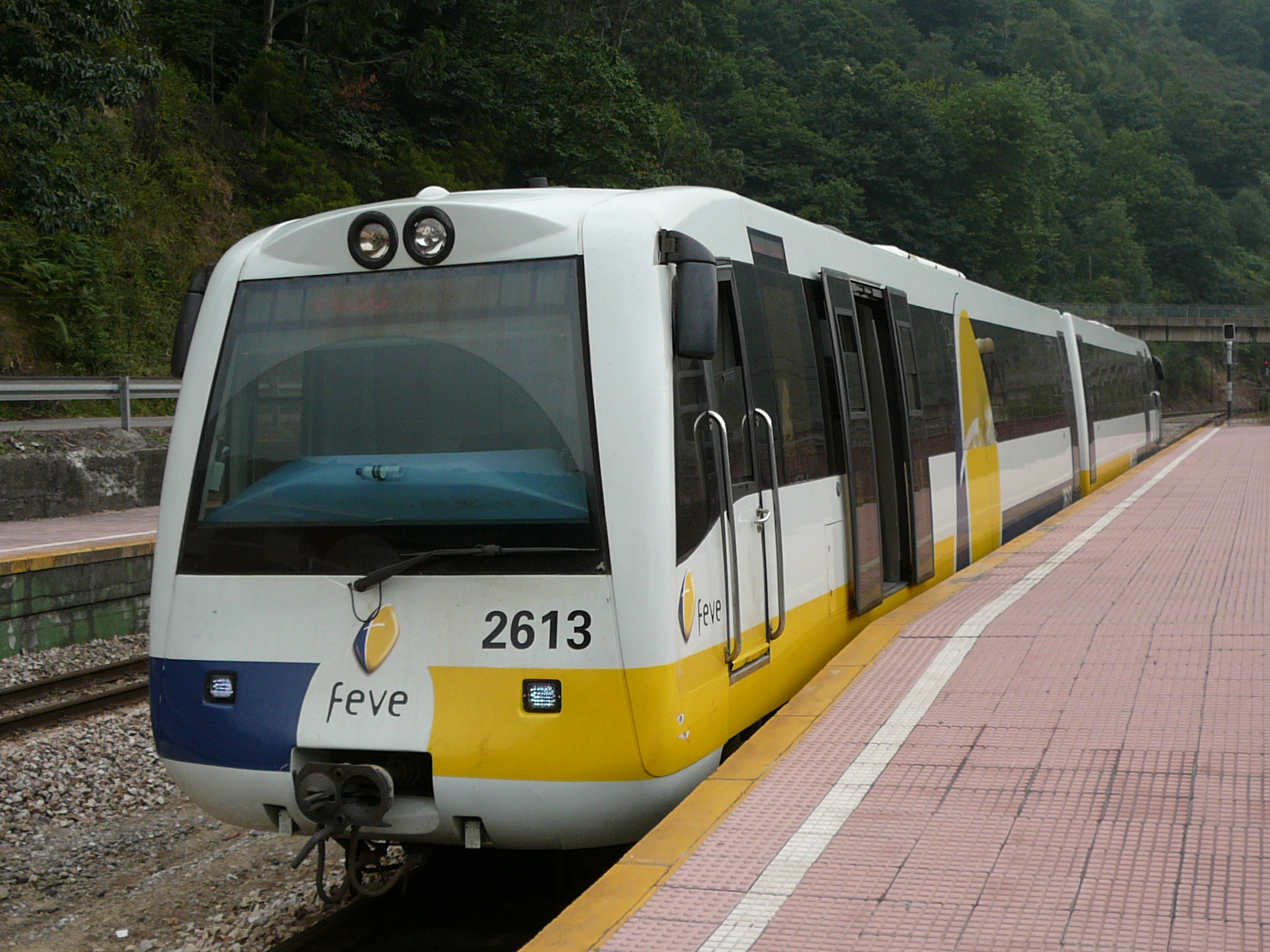
Pendeltåg av modell Serie 2600 de Renfe på stationen Ablaña i Mieres i Asturien, Spanien.

- Cremallera de Montserrat, Monistrol de Montserrat–Santa Maria de Montserrat, kuggstångsbana
- Gijón–León
- Cremallera de Núria, Ribes-Enllaç–Vall de Núria, kuggstångsbana

### Tyskland
- Wangerooger Inselbahn

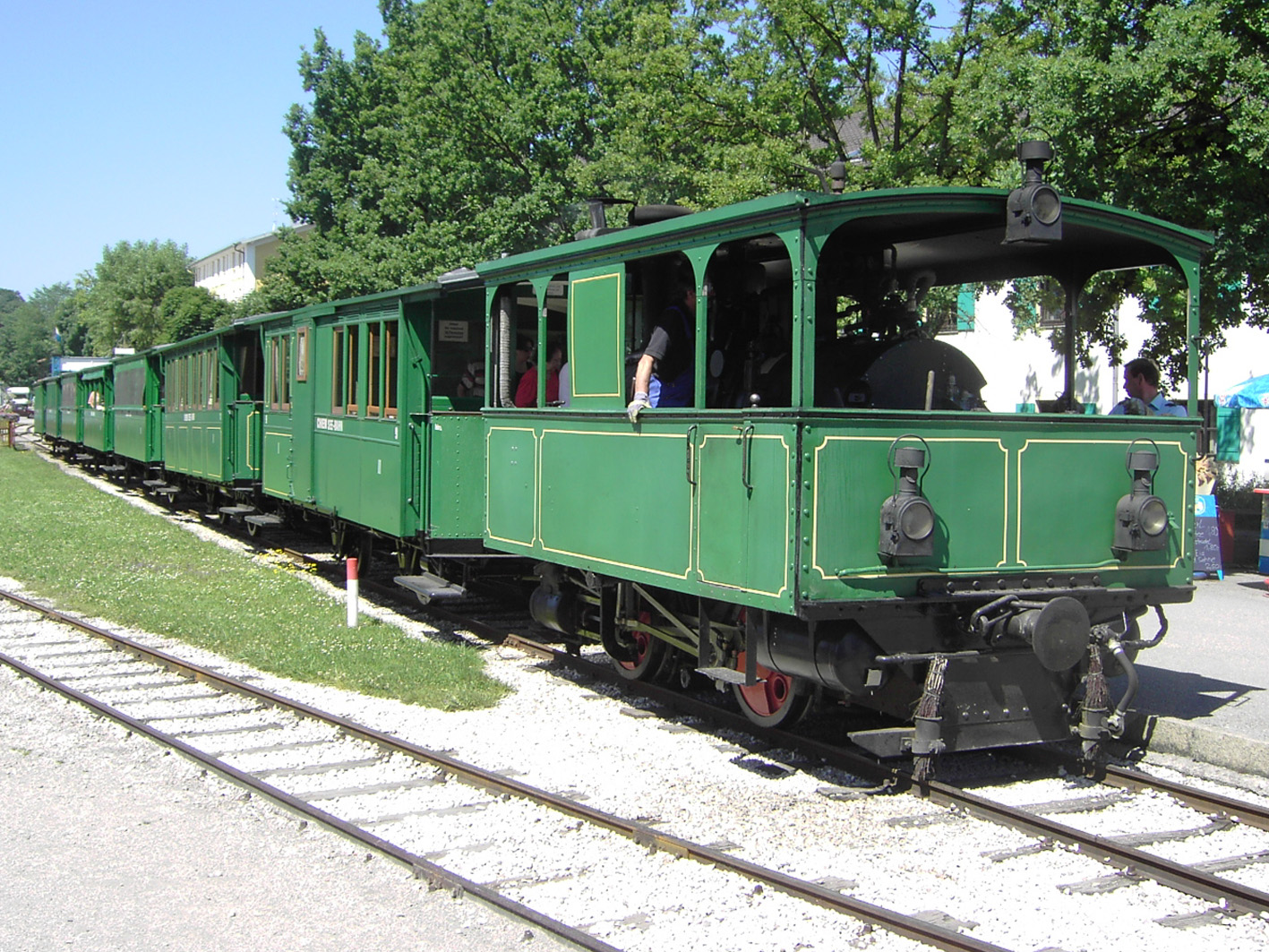
Chiemseebahn i Bayern.

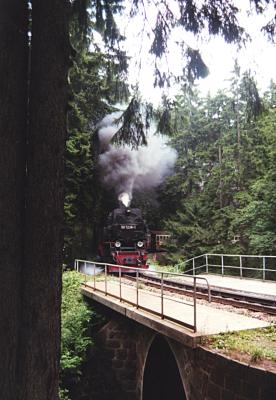
Tåg mot Brocken vid bron i Eckerloch på Harzer Schmalspurbahnen i Tyskland.

- Bayerische Zugspitzbahn, Zugspitze, kuggstångsbana
- Chiemseebahn, Prien am Chiemsee–Stock
- Harzer Schmalspurbahnen, det smalspåriga järnvägsnätet i Harzregionen
- Walhallabahn, –1968
- Wendelsteinbahn, Brannenburg–Wendelstein, kuggstångsbana
- Drachenfelsbahn, Königswinter–Drachenfels, kuggstångsbana
- Spårvägen i Erfurt
- Spårvägen i Gotha
- Spårvägen i Gera
- Spårvägen i Jena
- Spårvägen i Halle
- Spårvägen i Frankfurt (Oder)
- Spårvägen i Naumburg
- Spårvägen i Augsburg
- Spårvägen i Ulm
- Spårvägen i Stuttgart
- Spårvägen i Freiburg im Breisgau
- Spårvägen i Mainz
- Spårvägen i Darmstadt
- Spårvägen i Würzburg
- Spårvägen i Brandenburg an der Havel
- Spårvägen i Mannheim
- Spårvägen i Heidelberg
- Spårvägen i Ludwigshafen

### Österrike
- Dornbirn–Lustenau 1902–1938
- Spårvägen i Gmunden, 1894–
- Spårvägen i Innsbruck, 1891
- Spårvägen i Klagenfurt, 1891–1963
- Straßenbahn Unterach–See, Unterach 1907–1949
- Lokalbahn Mödling-Hinterbrühl, Mödling–Hinterbrühl, 1883–1932
- Schafbergbahn, Sankt Wolfgang–Schafbergspitze, kuggstångsbana
- Achenseebahn, Jenbach–Achensee, kuggstångsbana
- Attergaubahn, Vöcklamarkt–Attersee
- Gaisbergbahn, Salzburg-Parsch–Gaisberg, kuggstångsbana
- Innsbrucker Mittelgebirgsbahn, Innsbruck–Igls
- Lendcanaltramway, Klagenfurt
- Lokalbahn Innsbruck–Hall in Tirol, Innsbruck–Hall in Tirol
- Lokalbahn Gmunden–Vorchdorf, Gmunden–Vorchdorf
- Reißeckbahn, Kolbnitz
- Schneebergbahn, Puchberg am Schneeberg–Hochschneeberg, kuggstångsbana
- Stubaitalbahn, Innsbruck–Fulpmes
- Waldbahn Langau–Lackenhofer Höfe

## Asien

### Myanmar
- Merparten av Myanmars järnvägsnät (totalt 5403 km[källa behövs]) (enligt annan uppgift 3200 km, förutom 160 km[källa behövs]) består av meterspår. Konvertering från meterspår till normalspår har föreslagits.[källa behövs]

### Indien
- Nilgiri Mountain Railway